# 燕川洞石鳥
燕川洞 石鳥（えんせんどう せきちょう、生没年不詳）とは、江戸時代の浮世絵師。

## 来歴
鳥山石燕の門人。燕川洞、燕川舎、石鳥と号す。作画期は明和から安永の頃にかけてとされ、読本や俳諧本の挿絵を手がけている。

## 作品
- 『怪談三鞆絵』五冊　読本　※茶話堂談柄の作、明和7年（1770年）刊行
- 『俳諧歳旦集』（失題）　※安永元年（1772年）
- 『俳諧芦田鶴』　※安永3年